# Benedetto Croce
Benedetto Croce (25. února 1866 Pescasseroli – 20. listopadu 1952 Neapol) byl italský filosof, historik, spisovatel a italský politik. Je považován za liberála, i když se postavil proti filozofii laissez-faire.

## Život
Narodil se v oblasti Abruzzo. Jeho rodina byla vlivná a bohatá a byl vychován ve velmi přísném katolickém prostředí. Kolem 16. roku života katolicismus opustil a začal rozvíjet vlastní filozofii duchovního života, v níž je náboženství ryze historickou institucí, jejímž prostřednictvím byla vyjádřena tvůrčí síla lidstva. Této koncepce se držel po zbytek svého života.
V roce 1883 došlo na ostrově Ischia nedaleko Neapole, kde byl na dovolené s rodinou, k zemětřesení. Otřesy zničily jejich dům, matka, otec a jediná sestra zahynuli. On byl dlouho uvězněn pod troskami, ale nakonec přežil. Poté byl vychováván strýcem Silvio Spaventou. Zdědil rovněž jmění své rodiny, a mohl tak prožít zbytek života v dostatku a svobodně. Zvolil zvláště studium filozofie, byť studoval na univerzitě v Neapoli právo (nikdy neabsolvoval).
Pod vlivem svého učitele, italského marxisty Antonia Labrioly studoval od poloviny 90. let marxismus a ekonomické problémy. Výsledkem tohoto studia byl sborník „Marxistická ekonomie a historický materialismus“ (1900). Byl dobře obeznámen s vývojem evropské socialistické filozofie, zejména studoval díla autorů jako August Bebel, Friedrich Engels, Karl Kautsky, Paul Lafargue, Wilhelm Liebknecht a Filippo Turati.
Později byl ovlivněný myšlenkami Gianbattisty Vica. Croce dokonce koupil dům, ve kterém Vico v Neapoli žil. Jeho přítel, filozof Giovanni Gentile ho také přiměl, aby četl Hegela.
Filozofické názory Croceho se zformovaly nejen pod vlivem Hegela a Vica, ale i pod vlivem Herbarta a hegelovce de Sanctise. Croceho známá práce o Hegelovi Co je živé a co mrtvé v Hegelově filozofii (italsky Saggio sullo Hegel) vyšla v roce 1907.
Poté se zapojil do politiky. V roce 1910 byl jmenován doživotním členem italského senátu. Byl poté otevřeným kritikem účasti Itálie v první světové válce. Měl pocit, že jde o sebevražednou obchodní válku. Ačkoli tyto jeho názory ho učinily během války nepopulárním, o to více mu zajistily reputaci po válce a otevřeli dveře k vysokým funkcím. V letech 1920–1921 byl ministrem školství ve vládě Giovanniho Giolittiho.
Fašista Benito Mussolini převzal moc rok poté, co Croce opustil vládu. Prvním ministrem školství v Mussoliniho vládě byl filozof Giovanni Gentile, s nímž Croce dříve spolupracoval a společně vedli tažení proti pozitivismu. Gentile navíc zahájil komplexní reformu italského školství, která byla částečně založena na dřívějších Croceho návrzích. (Gentilova reforma i díky tomu přežila fašistický režim a první větší změna struktury italského školství přišla až v roce 1962). To byla pro Croceho velice svůdná situace a zpočátku s Mussoliniho fašistickou vládou sympatizoval. Avšak atentát fašistů na socialistického politika Giacoma Matteottiho v červnu 1924 otřásl Croceovou důvěrou v Mussoliniho. (Později vysvětloval, že doufal, že podpora Mussoliniho oslabí extrémnější fašisty.) V květnu 1925 již byl Croce jedním ze signatářů Manifestu protifašistických intelektuálů, jehož text formuloval sám Croce. Od toho momentu byl jedním z nepřátel režimu, ačkoli jediným činem fyzického násilí ze strany fašistů vůči němu bylo prohledání jeho domu a knihovny v Neapoli v listopadu 1926. O jeho pracích se poté nesmělo hovořit. Croce později vytvořil termín onagrocrazia (doslovně „vláda oslů“), aby popsal anti-intelektuální tendence částí fašistického režimu. Croce také popsal fašismus jako „morální nemoc“. Když Mussoliniho vláda v roce 1938 přijala antisemitská opatření, byl Croce jediným nežidovským intelektuálem, který odmítl vyplnit vládní dotazník, jehož cílem bylo shromáždit informace o takzvaném „rasovém pozadí“ italských intelektuálů.
V roce 1944, když byla v jižní Itálii obnovena demokracie, se Croce jako „ikona liberálního antifašismu“ stal ministrem bez portfeje ve vládách vedených Pietrem Badogliem a Ivanoe Bonomim. Opustil vládu v červenci 1944, ale zůstal předsedou Liberální strany (Partito Liberale Italiano) až do roku 1947.
Croce hlasoval v ústavním referendu z června 1946 pro monarchii a přesvědčil svou Liberální stranu, aby v této věci zaujala neutrální postoj. Byl zvolen do Ústavodárného shromáždění, které existovalo v Itálii mezi červnem 1946 a lednem 1948. Na jeho půdě plédoval proti mírové smlouvě (podepsané v únoru 1947), kterou považoval za pro Itálii ponižující. Odmítl se v té době rovněž stát dočasným prezidentem Itálie.
V letech 1949–1952 byl prezidentem mezinárodního PEN klubu. Šestnáctkrát byl nominován na Nobelovu cenu za literaturu.

## Živé a mrtvé v Hegelově filozofii
Filozofické názory Croceho se zformovaly nejen pod vlivem Hegela, ale i pod vlivem Gianbattisty Vica a Herbarta a hegelovce de Sanctise. Přesto však nejlepším uvedením do jeho myšlení je řešení otázky, kterou si napsal do záhlaví jedné ze svých prvních knih: Co je živé a co odumřelo v Hegelově filozofii (italsky Saggio sullo Hegel, 1906). Odpověď může být zformulována velmi stručně: živé je hegelovské učení o konkrétním pojmu, vyložené v duchu J. H. Stirlinga, na něhož se Croce zvlášť odvolával. Odumřela hegelovská snaha vybudovat filozofii přírody a dějin, přestože se příroda a dějiny vykládají jako jinobytí ducha, a tím i snaha vytvořit ontologický dualismus ducha a reality, i metodologický, tj. uznání přírodovědecké metody vedle metody spekulativní.
Je nutno zachovat živou část, a to nový pojem pojmu, konkrétní univerzálie, spolu s dialektikou protikladů a doktrínou stupňů reality. O tento nový pojem se musíme opírat a rozvíjet ho, a odmítnout jakýkoli panlogismus, jakoukoli spekulativní konstrukcí individuálního a empirického, dějin a přírody. Musíme uznat autonomii různých forem ducha [...] a konečně, vyřešit celou filozofii jako čistou filozofii ducha.
Benedetto Croce, Co je živé a co mrtvé v Hegelově filozofii
Z této úvahy je patrno, že obecná Croceho orientace se jen málo liší od orientace celého novohegelovství, jak je známe z anglo-amerického absolutního idealismu a německé filozofie dvacátých a třicátých let 20. století.

## Systém "filozofie ducha"
Croce, který chápe ducha jako činnost, rozlišuje dva typy této činnosti: teoretickou a praktickou. Teoretická činnost se dělí na intuitivní (estetika), zaměřenou na jedinečné, a logickou, spojenou s obecným, univerzálním. Praktická činnost se dělí na ekonomickou, sledující individuální cíle, a morální, určovanou obecným blahem. Tím se vymezují také čtyři základní části Croceho systému filozofie, kam patří: Estetika jako věda o vyjadřování a obecná lingvistika (1902), Logika jako věda o čistém pojmu (1908) a Filozofie praktického. Ekonomie a etika (1908). Čtvrtý díl, který má název Teorie a dějiny historiografie, vyšel v roce 1917. V těchto pracích je okruh Croceových idejí prakticky uzavřený a v četných následujících knihách a statích se rozvíjejí jen jednotlivé detaily.
Croce byl filozoficky panteista, ale z náboženského pohledu byl agnostikem. Publikoval ovšem také slavný esej Proč nemůžeme říci, že nejsme křesťané. Tento esej zdůrazňuje křesťanské kořeny evropské kultury, které ateisté často nedoceňují.
Svůj filozofický systém nazval filozofií Ducha. Hovořil též o „absolutním idealismu“ nebo „absolutním historismu“, což může být ovšem matoucí, neboť pokud jde o historii, vždy – na rozdíl od Hegela – zdůrazňoval, že dějiny nemají žádný „kosmický design“ nebo „konečný plán“. Croceova práce může být považována za druhý pokus (po Kantovi) vyřešit konflikt mezi empirismem a racionalismem. Vzhledem k tomu, že kořenem reality je imanentní existence v konkrétní zkušenosti, Croce umisťuje do základů své filozofie estetiku.
Systém Croceho filozofie začíná estetikou, kterou definuje jako „vědu o vyjadřování,“ přičemž má na mysli vyjadřování intuitivního poznání. Své estetické názory zformuloval zvláště v práci Breviario di estetica. V této krátké, ale husté práci, říká, že umění je důležitější než věda nebo metafyzika, neboť jen umění nás vytváří.
Za významné jsou považovány ovšem i jeho příspěvky k liberální politické teorii. Croceův liberalismus se liší od teorií liberálů britských a amerických. Croce souhlasí, že jednotlivec je základem společnosti, odmítá však sociální atomismus. Croce nesouhlasil s Johnem Lockem v otázce povahy svobody. Croce věřil, že svoboda není přirozené právo, ale právo získané, které vyvstává z pokračujícího historického boje za jeho zachování. Croce definoval civilizaci jako „neustálou bdělost proti barbarství“ a svoboda nesmí otevírat cestu tomuto barbarství, ale má umožnit člověku prožívat celý potenciál života.
Croce odmítal jako absurdní rovnostářství. Společnost podle něj musí vést elita, tedy několik málo lidí, kteří rozumí nádheře pravdy, civilizace a krásy. Masa občanů z civilizačních produktů, na jejichž tvorbě se podílí, má prospěch, ale nemůže je plně pochopit.

## Spisy
Celé jeho dílo zahrnuje 80 knih. Desítky let také přispíval do časopisu La Critica.
- CROCE, B., 1913. Saggio sullo Hegel. Bari: [s.n.].

### Překlady do češtiny
- Teorie a dějiny historiografie
- Aestetika vědou výrazu a všeobecnou linguistikou, Otto, Praha 1907
- Brevíř estetiky, Orbis, Praha 1927